# Golden Reel Award (Canada)
De Golden Reel Award is een Canadese filmprijs die jaarlijks wordt uitgereikt aan de Canadese film die dat jaar de grootste opbrengst genereerde. 
De prijs gaat vaak naar de film die ook de the Billet d'or (Golden Ticket) won, daar de film in kwestie vaak een Franstalige film is uit Quebec.

## Winnaars
- 1976 - Lies My Father Told Me
- 1977 - Why Shoot the Teacher?
- 1978 - Who Has Seen the Wind
- 1980 - Meatballs
- 1981 - The Changeling
- 1982 - Heavy Metal
- 1983 - Porky's
- 1984 - Strange Brew
- 1985 - La Guerre des tuques
- 1986 - The Care Bears Movie
- 1987 - Le Déclin de l'empire américain
- 1988 - The Gate
- 1989 - La Grenouille et la baleine
- 1990 - Jesus of Montreal
- 1991 - Ding et Dong, le film
- 1992 - Black Robe
- 1993 - La Florida
- 1994 - Louis 19, le roi des ondes
- 1995 - Johnny Mnemonic
- 1996 - Crash
- 1997 - Air Bud
- 1998 - Les Boys
- 1999 - Les Boys II
- 2000 - The Art of War
- 2001 - Wedding Night
- 2002 - Les Boys III
- 2003 - Séraphin: un homme et son péché
- 2004 - Resident Evil: Apocalypse
- 2005 - C.R.A.Z.Y.
- 2006 - Bon Cop, Bad Cop
- 2007 - Les 3 p'tits cochons